# Benjamin King
Benjamin King (Richmond, Virginia, 22 de marzo de 1989) es un ciclista estadounidense que fue profesional entre 2008 y 2022.

## Trayectoria
Pasó por varios equipos americanos como el Kelly Benefit Strategies o el Trek Livestrong U23. En 2011 fichó por el Team RadioShack y tras la fusión de este con el Leopard Trek surgiendo el RadioShack-Nissan, King pasó a la plantilla del nuevo equipo. En 2014 fichó por el equipo Garmin Sharp y en 2017 recaló en las filas del conjunto Dimension Data. Con este equipo completó su mejor temporada el año siguiente, al ganar dos etapas de alta montaña de la Vuelta a España.
En junio de 2022 anunció su retirada a final de año después de quince temporadas como profesional.

## Palmarés
2010
- Campeonato de Estados Unidos en Ruta

2015
- 1 etapa del Critérium Internacional
- 2.º en el Campeonato de Estados Unidos Contrarreloj

2016
- 1 etapa del Tour de California

2018
- 2 etapas de la Vuelta a España

2021
- 1 etapa de la Vuelta a Portugal

## Resultados en Grandes Vueltas y Campeonatos del Mundo
Durante su carrera deportiva consiguió los siguientes puestos en las Grandes Vueltas y en los Campeonatos del Mundo en carretera:
| Carrera         | Carrera         | 2008 | 2009 | 2010 | 2011 | 2012 | 2013 | 2014 | 2015 | 2016 | 2017 | 2018 | 2019 | 2020 | 2021 | 2022 |
| --------------- | --------------- | ---- | ---- | ---- | ---- | ---- | ---- | ---- | ---- | ---- | ---- | ---- | ---- | ---- | ---- | ---- |
|                 | Giro de Italia  | —    | —    | —    | —    | —    | —    | —    | —    | —    | —    | 44.º | —    | —    | —    | —    |
|                 | Tour de Francia | —    | —    | —    | —    | —    | —    | 53.º | —    | —    | —    | —    | 62.º | —    | —    | —    |
|                 | Vuelta a España | —    | —    | —    | —    | —    | —    | —    | 75.º | 46.º | Ab.  | 24.º | 38.º | —    | —    | —    |
| Mundial en Ruta | Mundial en Ruta | —    | —    | —    | 94.º | —    | —    | —    | 53.º | —    | —    | 72.º | —    | —    | —    | —    |

—: no participa

Ab.: abandona

## Equipos
- Kelly Benefit Strategies (2008)
- Trek Livestrong U23 (2009-2010)
- Team RadioShack (2011)
- Radioshack (2012-2013)
  - RadioShack-Nissan (2012)
  - RadioShack Leopard (2013)
- Garmin/Cannondale (2014-2016)
  - Garmin Sharp (2014)
  - Team Cannondale-Garmin (2015)
  - Cannondale Pro Cycling Team (2016)
- Dimension Data/NTT (2017-2020)
  - Dimension Data (2017-2019)
  - NTT Pro Cycling (2020)
- Rally/HPH[4] (2021-2022)
  - Rally Cycling (2021)
  - Human Powered Health (2022)